# Кнур (пиво)

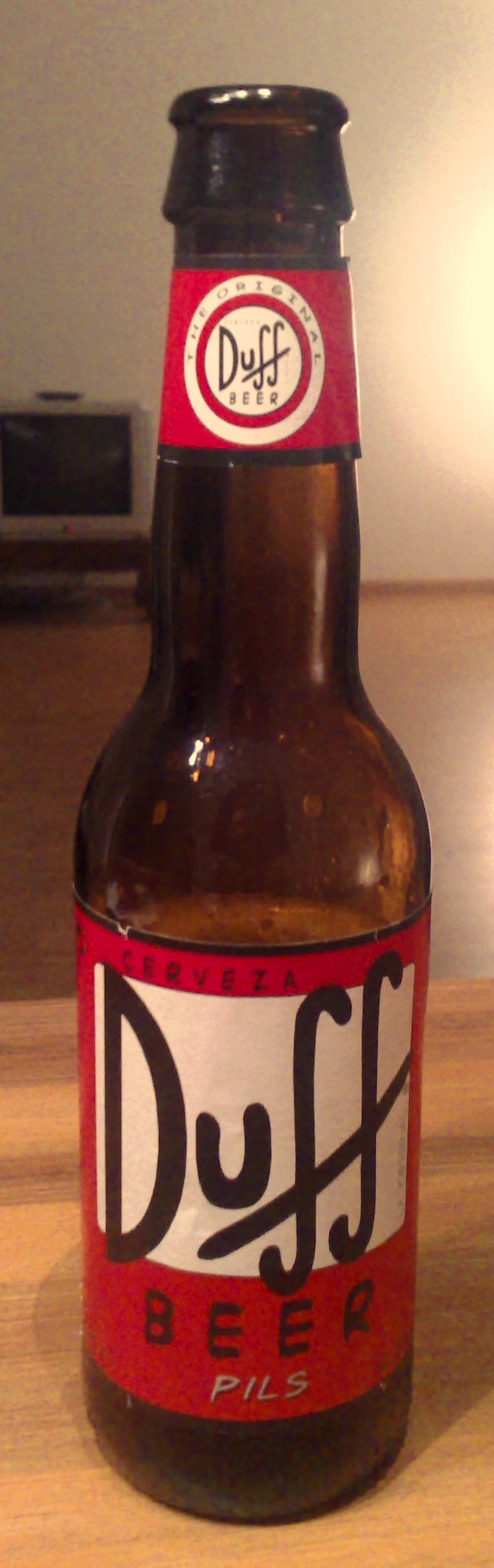
Мексиканське пиво «Кнур» у стилі Сімпсонів

Кнур (англ. Duff) — пиво яке фігурує в мультсеріалі Сімпсони.

## Подібність до «Будвайзер»
- Етикетки обох сортів схожі.
- Будвайзер часто називають Буд, ця назва звучала і в рекламних роликах.
- Будвайзер використовував образ Будмена.

## Сорти пива
У серіалі були такі сорти пива Кнур:
- Duff
- Duff Lite
- Duff Dry
- Duff Jr.
- Duff Dark
- Lady Duff
- Duff Lager
- Raspberry Duff
- Tartar Control Duff
- Henry K. Duff's Private Reserve
- Duff Blue
- Duff Stout
- Duff Zero (безалкогольне)
- Duff Extra Cold
- Duff Microbrew
- New Duff
- Duff Gummi Beers
- Duff Experimental
- Duff Red
- Duff Ice
- Duff Special Reserve
- Duff Draft
- Duff Malt
- Duff Christmas Ale
- Duff Amber Fire-Brewed Barley Export
- Duff's Double-Dunkin' Breakfast Lager
- Duff Adequate

## Цікавинки
- Пиво під маркою «Duff» вироблялося в Південній Австралії з середини 1990 року до 1996, доки не з'ясувалося, що назва без дозволу запозичена з Сімпсонів. Ціна цього пива зараз доходить до 10000$ за коробку, тоді як у виробника коробки коштувала 24$.
- В Аргентині також існує "підпільна" броварня, що виробляє пиво "Duff", яке має такий самий вигляд та етикетку, як у "Сіпмсонах". Телеканал FOX навіть має відкладений судовий позов до виробника.
- У перших українських перекладах серій пиво називалося «Ригань» (пародія на реальну українську марку пива «Рогань»), але згодом назву було змінено на «Кнур».